# Tunna bröd
Tunna bröd eller tunnbröd är mjuka eller hårda bröd som bakas via en platt, utbakad deg. De kontrasterar mot olika typer av tjockare limpor eller brödkakor.
Tunna bröd är en tidig brödbakningstradition, baserad på ofta ojäst bröd, gräddning på sten- eller järnhäll och ofta vid hög temperatur. Denna sorts bröd finns under olika namn i olika länder. Bland de tunna brödtyperna finns svenska tunnbröd, norska flatbröd (hårt) och lompe (mjukt), mexikanska tortillas, västasiatiska pitabröd och lavash samt östafrikanska injera. Benämningen tunnbröd används ibland även om pitabröd från Mellanöstern; dessa är dock ofta inte naggade, till skillnad från traditionella svenska tunnbröd. I bland annat Sverige sker numera produktion av tunnbröd av Mellanösterntyp bland annat i Östergötland och Göteborgsområdet.
Tunna bröd kan användas på olika sätt. Vissa sorter (som pitabröd) kan serveras med fyllning inuti brödet, andra med brödet virat runt fyllningen. När fyllningen är invirad kallas de bland annat tunnbrödsrullar, tunnbrödsklämmor eller wraps.

## Tunna eller platta bröd (plattbröd)
En vidare term är platta bröd (plattbröd). Den typen av bröd inkluderar lite tjockare brödtyper som dock inte är av limptyp. Här ingår bland annat naan och stekpannebröd.

## Galleri

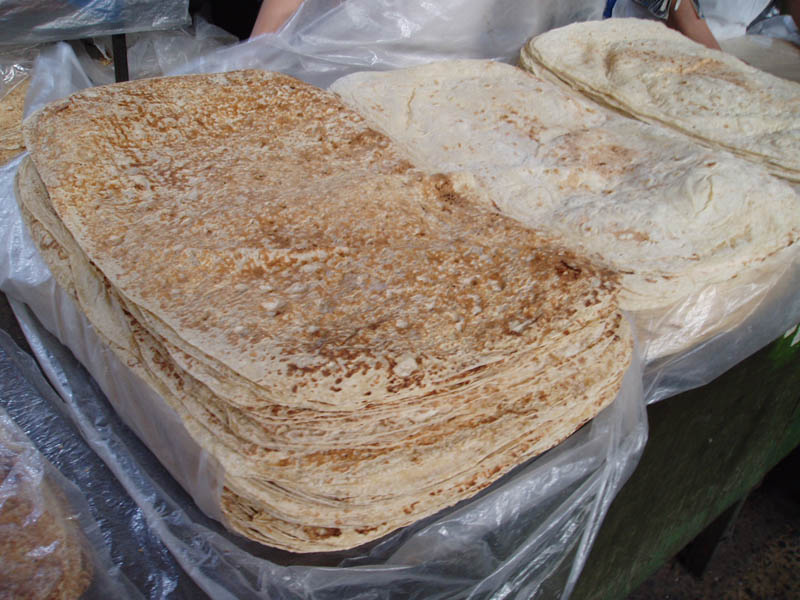
Lavash, armeniskt tunnbröd.
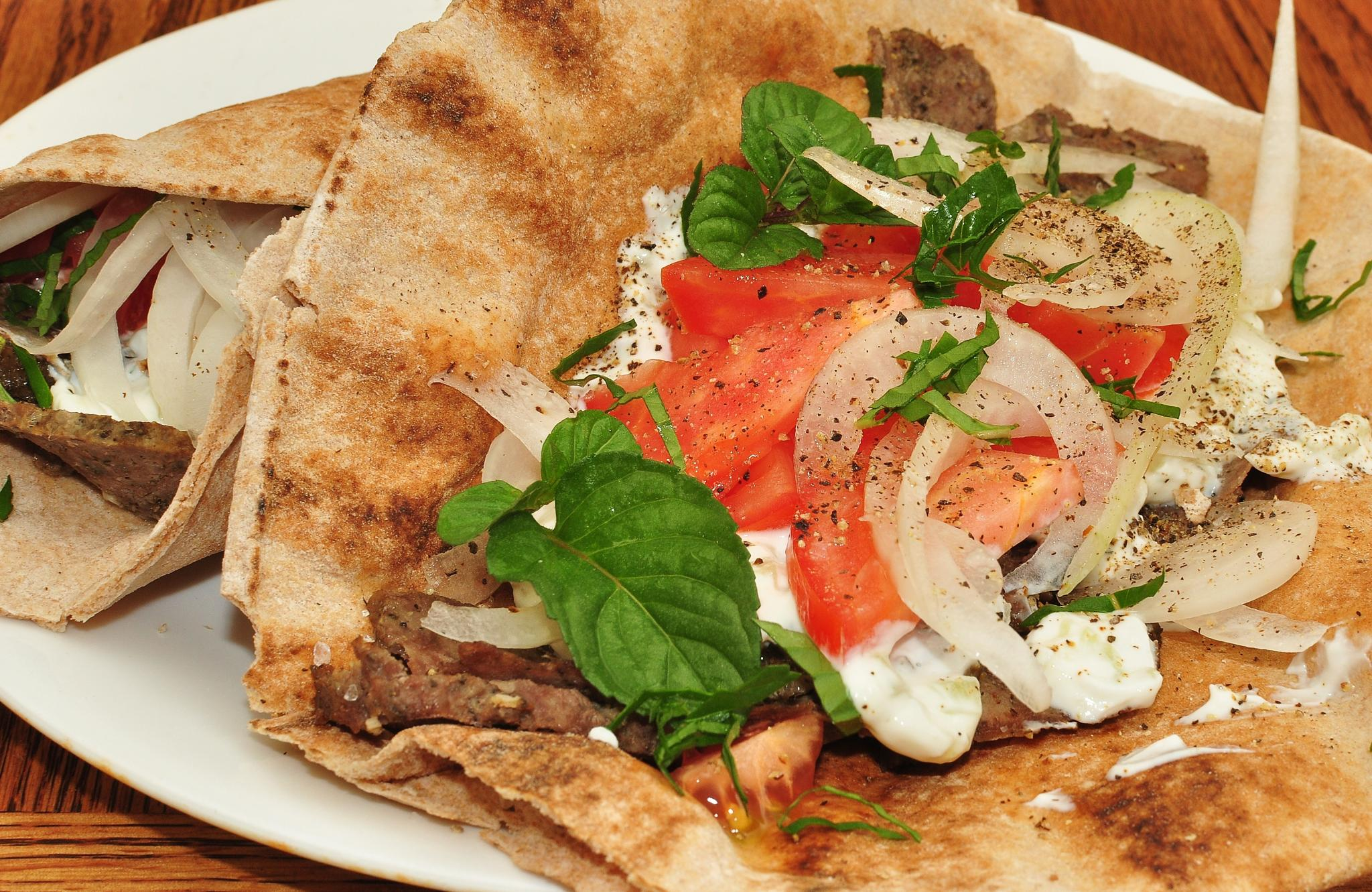
Gyros, grekisk maträtt baserad på tunnbröd.
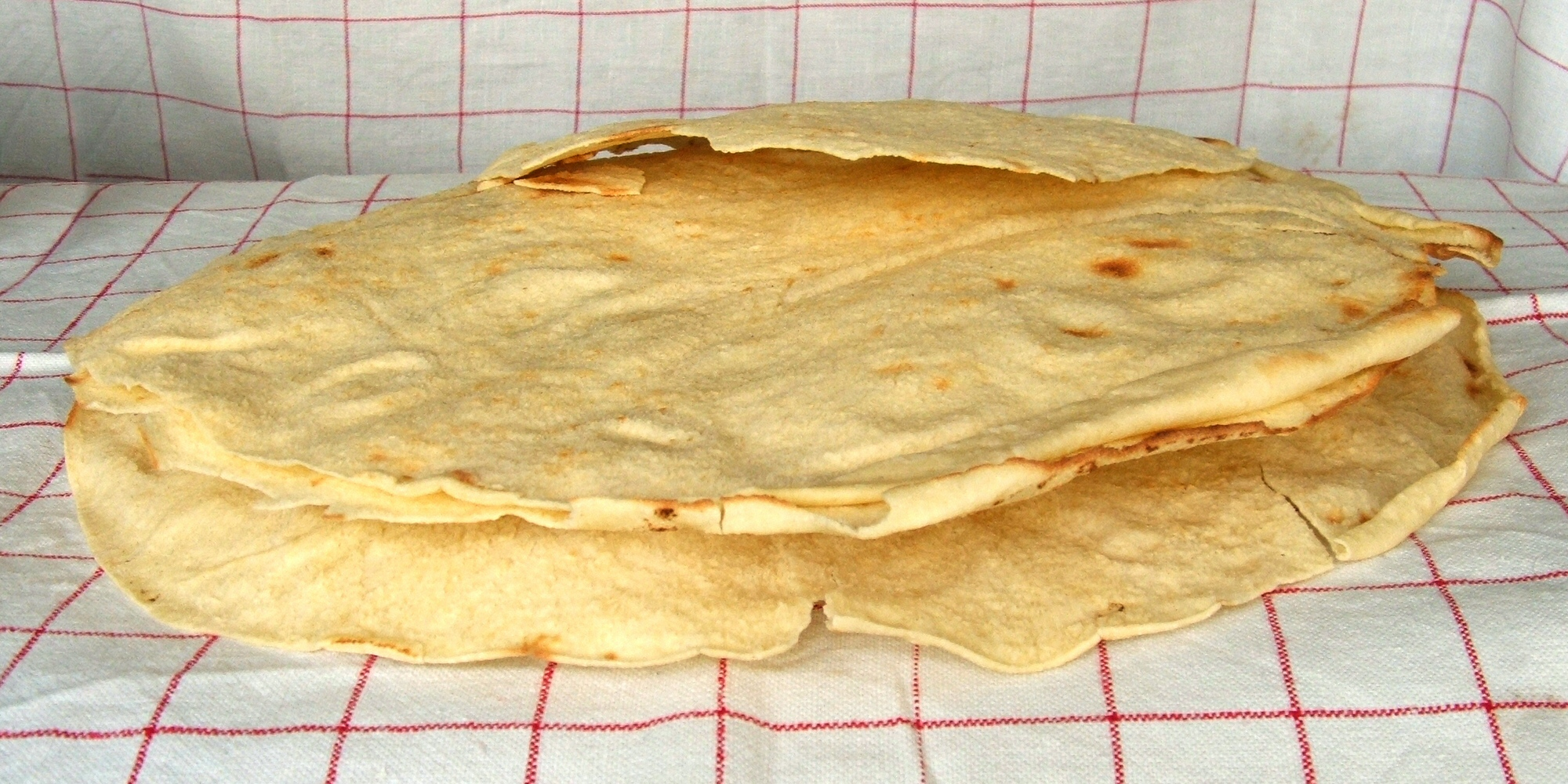
Pane carasau från Sicilien.
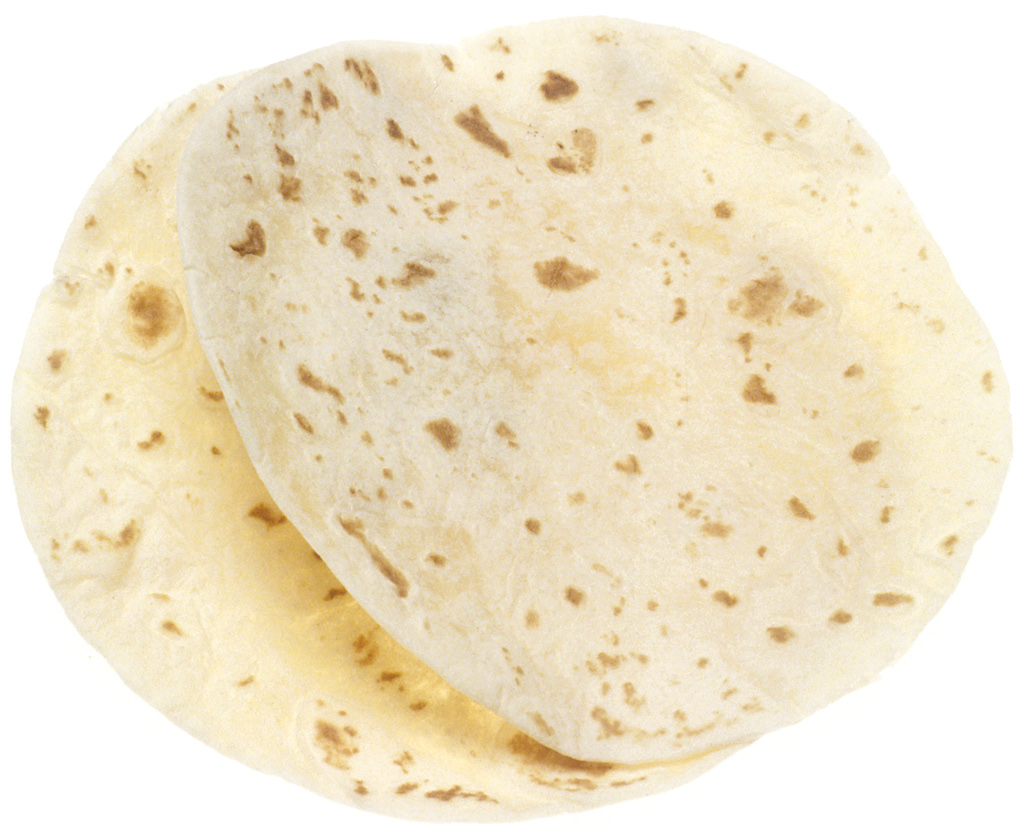
Mexikanska tortillas.
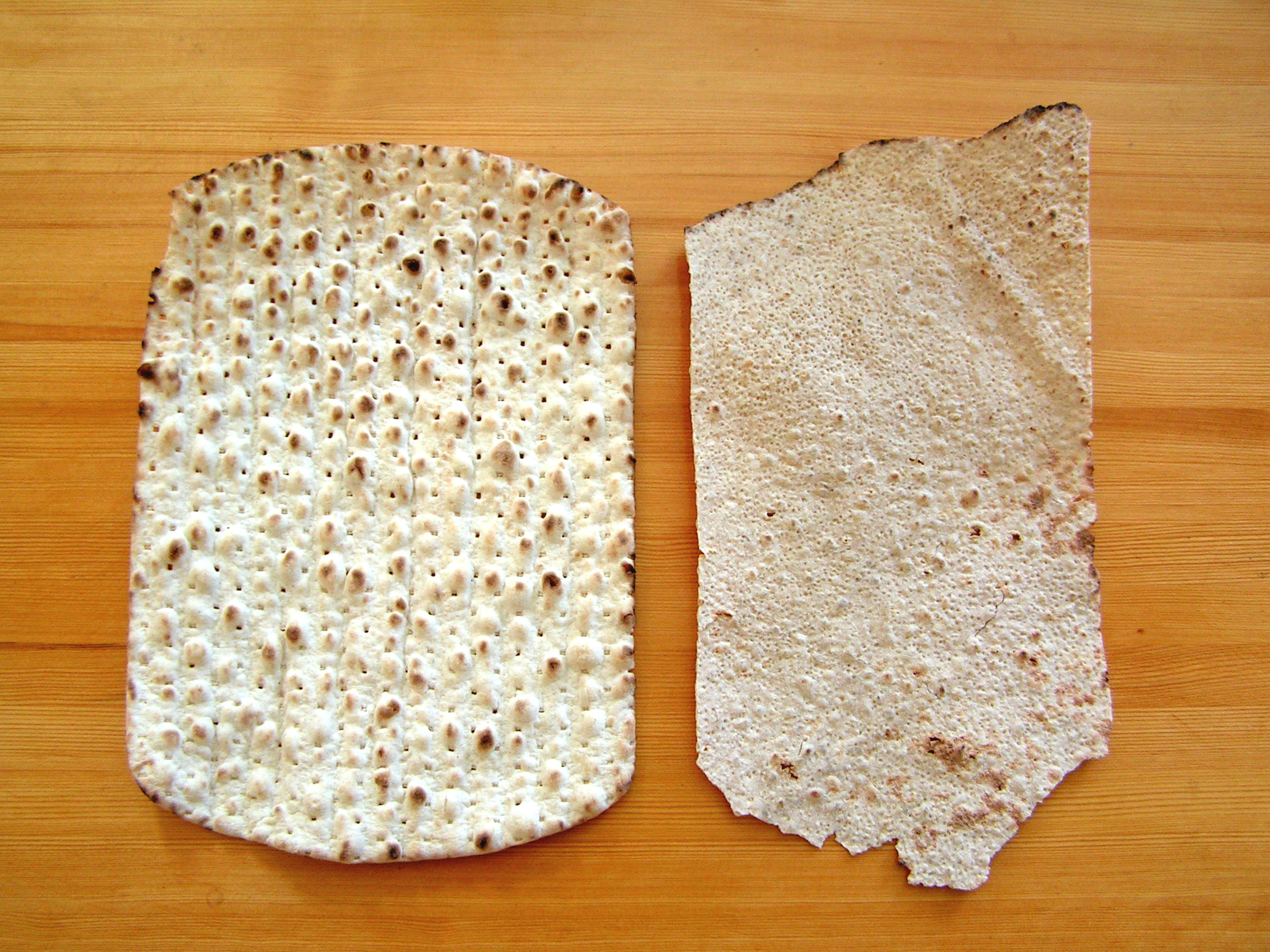
Svenska tunnbröd.
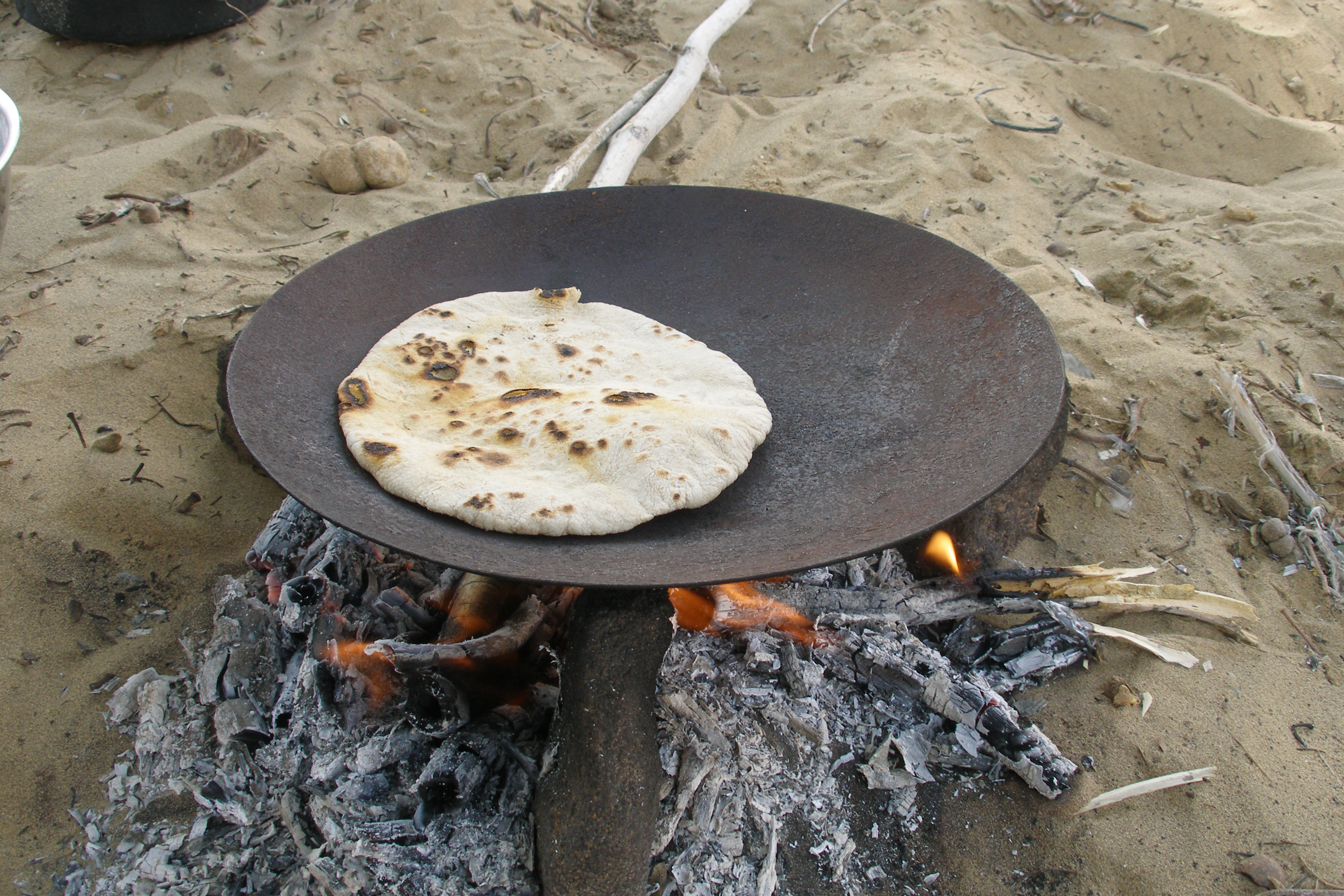
Indisk chapati.